# 旧马勒伊
旧马勒伊（法語：Vieux-Mareuil，法語發音：[vjø maʁœj]）是法国多尔多涅省的一个旧市镇，属于农特龙区。2017年，旧马勒伊和其它8个市镇合并为新市镇佩里戈尔地区马勒伊。

## 地理
旧马勒伊（45°25'52"N, 0°29'58"E）面积27 平方千米，位于法国新阿基坦大区多爾多涅省，该省份为法国西南部内陆省份，是法國本土面积第三大的省，大致对应佩里戈尔地区，北起顺时针与夏朗德省、上维埃纳省、科雷兹省、洛特省、洛特-加龙省、吉倫特省和滨海夏朗德省接壤。
与旧马勒伊接壤的市镇（或旧市镇、城区）包括：马勒伊、圣叙尔皮斯-德马勒伊、尚波和拉沙佩勒波米耶、蒙塞克、莱吉亚克-德塞尔克勒、拉沙佩勒蒙塔布尔莱。
旧马勒伊的时区为UTC+01:00、UTC+02:00（夏令时）。

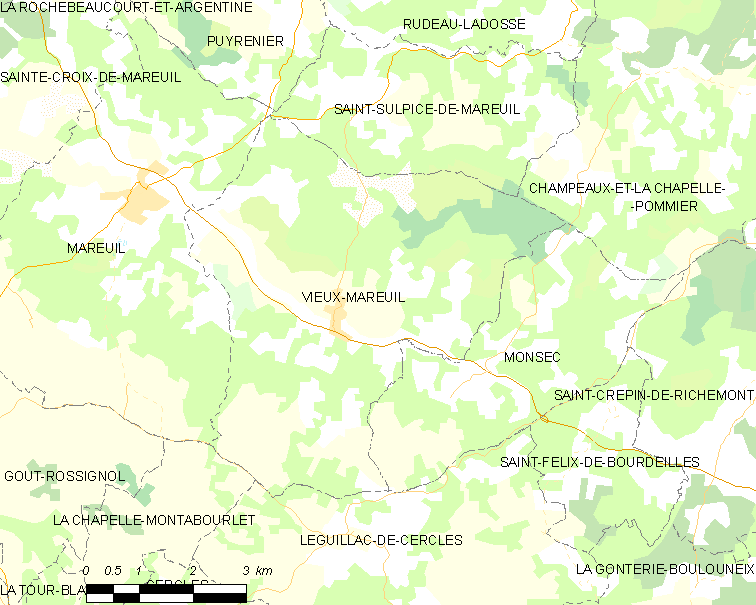
旧马勒伊的OSM定位图

## 行政
旧马勒伊的邮政编码为24340，INSEE市镇编码为24579。

## 政治
旧马勒伊所属的省级选区为佩里戈尔地区布朗托姆县。

## 人口

1962-2008年间旧马勒伊人口变化图示

旧马勒伊于2018年1月1日时的人口数量为339人。